# ミッテンヴァルト

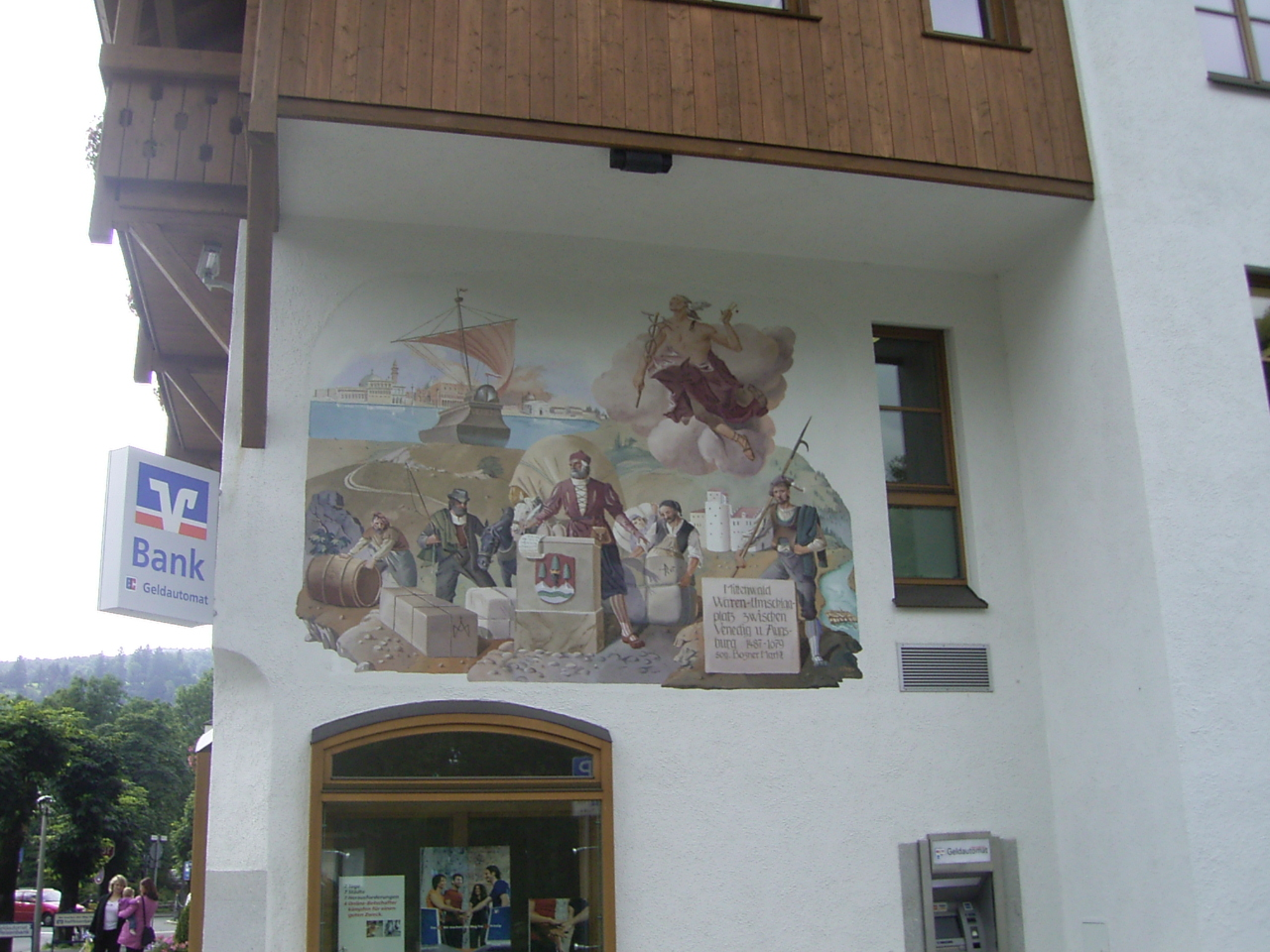
ミッテンヴァルトの壁画

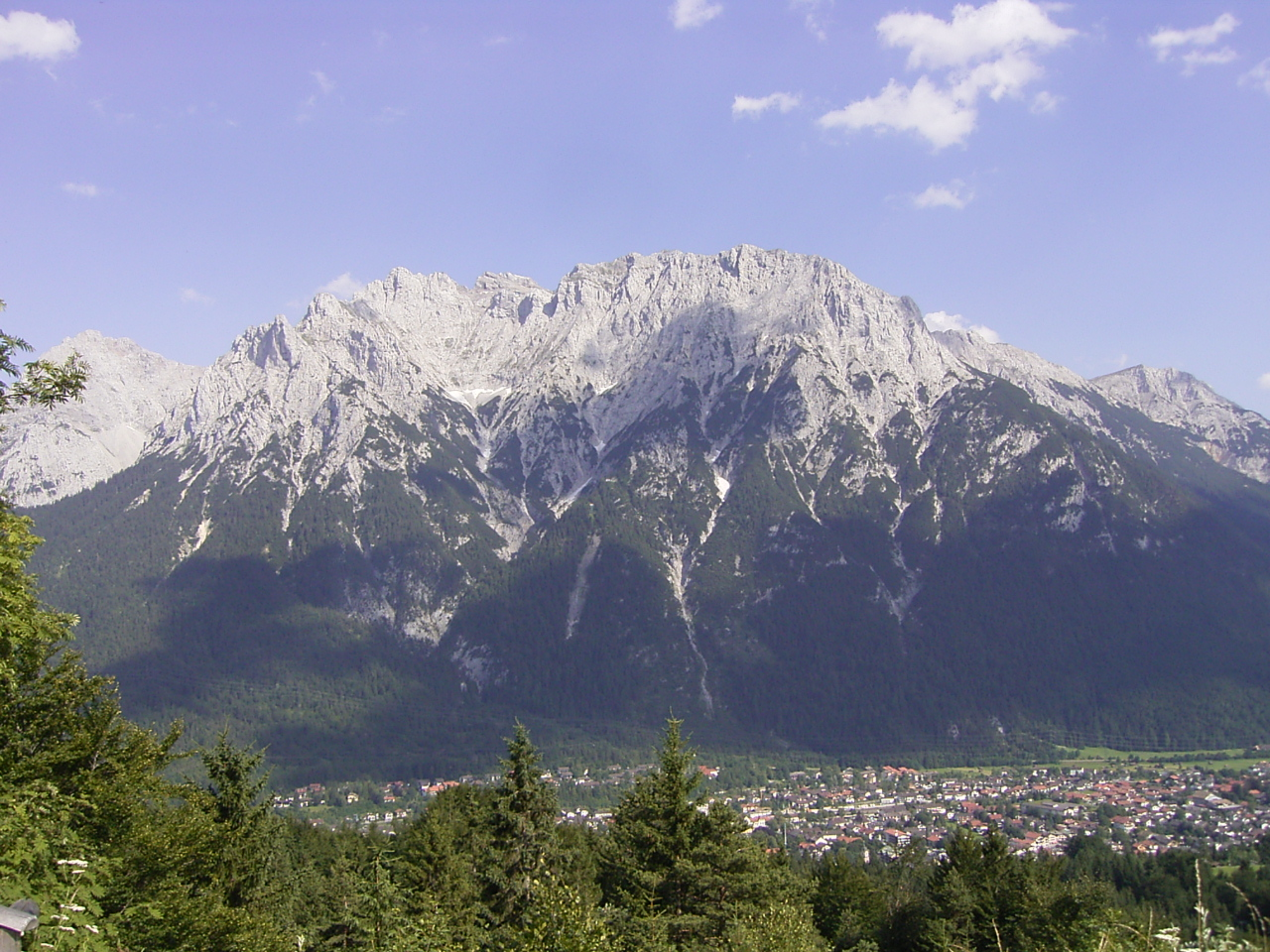
ミッテンヴァルトから望む山々

ミッテンヴァルト（Mittenwald）はドイツ連邦共和国の市場町。バイエルン州に属する。人口は約7,200人。

## 地勢・産業
オーストリアとの国境近くに位置する市場町。昔よりアルプス越えのルートの一つであり、ドイツ・アルペン街道の近くにある。標高は約900メートル。17世紀よりバイオリン生産が盛んである。周辺の都市としては、約15キロ北西にガルミッシュ＝パルテンキルヒェン、20キロ南東にインスブルック（ただし直線距離）、45キロ北西にフュッセンが位置している。

## 観光
家々の壁に美しいフレスコ画が描かれている。ゲーテはこの街を「生きた絵本」と称した。

## 出身人物
- マティアス・クロッツ - ヴァイオリン製作家
- ディーター・ベルクマン - 自転車競技選手

## 引用
1. ↑  https://www.statistikdaten.bayern.de/genesis/online?operation=result&code=12411-003r&leerzeilen=false&language=de Genesis-Online-Datenbank des Bayerischen Landesamtes für Statistik Tabelle 12411-003r Fortschreibung des Bevölkerungsstandes: Gemeinden, Stichtag (Einwohnerzahlen auf Grundlage des Zensus 2011)